# Umar ibn Abd al-Aziz
Umar ibn Abd al-Aziz (født ca. 682, død februar 720)  (arabisk:عمر بن عبد العزيز) var kalif af Umayyade-kalifatet fra 717 indtil 720.